# 岡本敦郎
岡本 敦郎（おかもと あつお、1924年〈大正13年〉12月25日 - 2012年〈平成24年〉12月28日）は、小樽市出身の歌手。武蔵野音楽学校（現・武蔵野音楽大学）声楽科卒業。日本コロムビア所属。

## 経歴
1946年にラジオ歌謡のホームソング「朝はどこから」でデビューした。この曲は当時、敗戦直後の日本を励ますために朝日新聞が企画した懸賞応募曲である。明るいその曲調から、広く親しまれ愛唱された曲である。抜群の伸びのある美声と正統派の歌唱で、戦後の歌謡界で活躍した。1949年の「街の艶歌師」の小ヒットを皮切りに流行歌のヒットが増えていった。ちなみにこの曲の作曲者は八洲秀章で、岡本敦郎にしては珍しい演歌である。
そして、「白い花の咲く頃」の大ヒットや「チャペルの鐘」「あこがれの郵便馬車」などのヒットを経て、1954年にリリースした「高原列車は行く」は爆発的ヒットとなり現在までの岡本敦郎の代表曲となった。その後も「ピレニエの山の男」「自転車旅行」「若人スキーヤー」などさまざまなヒットを飛ばした。多くのラジオ歌謡を吹き込んだことから、ミスターラジオ歌謡の異名を持つ。
NHK紅白歌合戦に7回出場している（詳細は下記参照）。
舟木一夫の大ヒット曲「高校三年生」は岡本の吹き込みを想定して作られたものである。また、歌手活動の傍ら音楽教師としても活躍。1980年から84年には日本歌手協会の理事長を務めた。
1995年には戦後50年及び自身のコロムビア専属50年を記念し、同じく専属50年の並木路子・池真理子と共に新曲を発売し、日比谷公会堂でジョイントコンサートを行った。
80歳を超えても「思い出のメロディー」（NHK）やテレビ東京の懐メロ番組へ出演。2007年9月18日に脳梗塞のため入院するも早期発見が幸いして投薬治療で回復。翌2008年1月21日放送の「ラジオ深夜便」で仕事復帰した。2010年頃からは心臓の不調もあり仕事から遠ざかっていたが、2012年8月10日放映の「懐かしの昭和メロディ」（テレビ東京）へ出演。約2年半ぶりのテレビ出演となったが、これが生涯最後の仕事となった。
2008年、第50回日本レコード大賞で功労賞を受賞。
2012年12月28日、脳梗塞のため東京都内の病院で死去。88歳没。孫はシンガーソングライターの坂井志帆。

## 代表曲
- 朝はどこから（1946年）共唱：安西愛子
- 花の曙（1947年）共唱：安西愛子
- 街の艶歌師（1948年）
- あじさいの唄（1950年）共唱：山田陽子
- ビルの窓から（1949年）
- ばら色の手帳に（1950年）共唱：安藤まり子
- 月の居留地（1950年）
- 白い花の咲く頃（1950年）
- リラの花咲く頃（1951年）
- さよならマルセーユ（1951年）
- 青いガス燈（1951年）
- あこがれの郵便馬車（1951年）
- 美しい乙女（1951年）
- 時計台の鐘（1951年）
- まぼろし慕いて（1952年）
- 草笛の唄（1953年）
- チャペルの鐘（1953年）
- みどりの馬車（1953年）
- 花のいのちは（1953年）共唱：岸恵子
- 春の足音（1953年）
- 高原列車は行く（1954年）
- 滋賀県民の歌（1954年）共唱：奈良光枝
- 湖畔の角笛（1954年）
- 青春の夢（1954年）
- もぐらこおろぎ（1954年）共唱：伴久美子
- ピレネエの山の男（1955年）
- 赤き灯り（1955年）
- 野菊の小径（1955年）
- 丘の上に歌う（1955年）
- あこがれの航海（1955年）
- 秋の子（1955年）共唱：伴久美子
- 渡り鳥のように（1955年）
- みおつくしの鐘（1955年）
- 秋の匂い（1955年）共唱：伴久美子
- 若人スキーヤー（1955年）
- 花のスケーター（1955年）共唱：池真理子
- 若き瞳の燃ゆるとき（1955年）
- 自転車旅行（1956年）
- あの日あの頃（1956年）
- 山の渡り者（1956年）
- 東京の歌（1956年）
- ここは静かなり（1956年）共唱：湯川きよ美
- 愛のキャンパス（1956年）
- 山百合の花（1957年）
- 小鳥を呼ぶ歌（1957年）
- ロマンス旅行（1956年）共唱：湯川きよ美
- 登山電車で（1957年）
- ふるさとの歌（1957年）
- 人工衛星空を飛ぶ（1957年）
- スキーで行こう（1957年）
- すすきの丘（1958年）
- 今日の日はさようなら（1974年）
- 小諸なる古城のほとり-千曲川旅情の歌-（1977年）
- 滑川町歌（1979年）
- 元気で行こうよ仲間たち/狐の花嫁（1997年）
- 四谷大塚進学教室の歌　伴奏：ミヤタ・ハーモニカバンド
- 葛飾音頭 共唱：久保幸江

## NHK紅白歌合戦出場歴
| 年度/放送回              | 放送日   | 会場                       | 回 | 曲目               | 出演順 | 対戦相手        | 備号                    |
| ------------------------ | -------- | -------------------------- | -- | ------------------ | ------ | --------------- | ----------------------- |
| 1952年（昭和27年）/第2回 | 1月3日   | NHK東京放送会館第1スタジオ | 初 | あこがれの郵便馬車 | 08/12  | 轟夕起子        |                         |
| 1953年（昭和28年）/第3回 | 1月2日   | NHK東京放送会館第1スタジオ | ２ | 青春のファンタジア | 03/12  | 平野愛子        |                         |
| 1953年（昭和28年）/第4回 | 12月31日 | 日本劇場（日劇）           | ３ | 白い花の咲くころ   | 09/17  | 三条町子        |                         |
| 1954年（昭和29年）/第5回 | 12月31日 | 日比谷公会堂               | ４ | 高原列車は行く     | 01/15  | 宮城まり子（1） | トップバッター（1）     |
| 1955年（昭和30年）/第6回 | 12月31日 | 産経ホール                 | ５ | リラの花咲く頃     | 09/16  | 宮城まり子（2） |                         |
| 1956年（昭和31年）/第7回 | 12月31日 | 東京宝塚劇場               | ６ | 自転車旅行         | 01/25  | 荒井恵子（1）   | 先攻トップバッター（2） |
| 1958年（昭和33年）/第9回 | 12月31日 | 新宿コマ劇場               | ７ | 若人スキーヤー     | 01/25  | 荒井恵子（2）   | 先攻トップバッター（3） |

- このうち、第5回から第9回までの4回については、ラジオ中継による音声が現存する。
- 第6回は歌唱中の写真も現存する[4]。
- 第5回の音声は、2004年にNHKラジオ第1の番組内で紹介されている。